# Rathaus Schönebeck

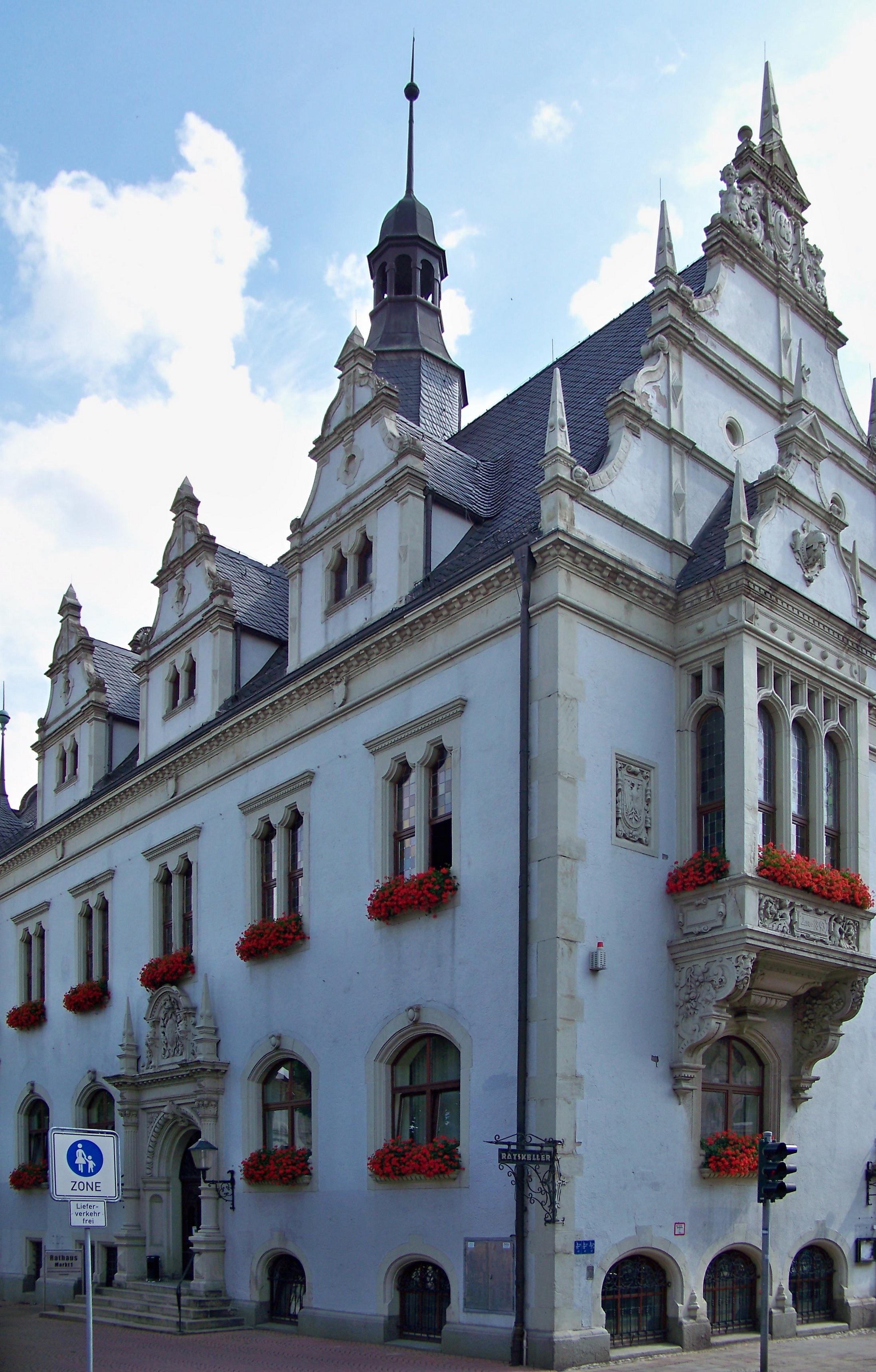
Rathaus Schönebeck

Das Rathaus Schönebeck ist das Rathaus der Stadt Schönebeck (Elbe) in Sachsen-Anhalt.
In der Höhe der Steinstraße in Schönebeck stand mit einer Längsachse in Nord-Süd-Richtung bis 1788 das älteste Rathaus. Der Vorgängerbau des heutigen Rathauses wurde dann am Markt errichtet, schräg gegenüber vom Salzturm. In den Jahren 1892 bis 1893 entstand am selben Platz das gegenwärtige Rathaus im Stil der Neorenaissance. Nach Plänen des Kölner Architekten Emil Schreiterer, macht sich das neue Rathaus durch Portale, Erker, die Freitreppe und Dachaufbauten auf sich aufmerksam. Vor dem Rathaus steht der 1907 bis 1908 erbaute Schönebecker Marktbrunnen.